# カロリン諸島
カロリン諸島（カロリンしょとう、Caroline Islands）は、西太平洋、ミクロネシア南部にある諸島。

## 概要

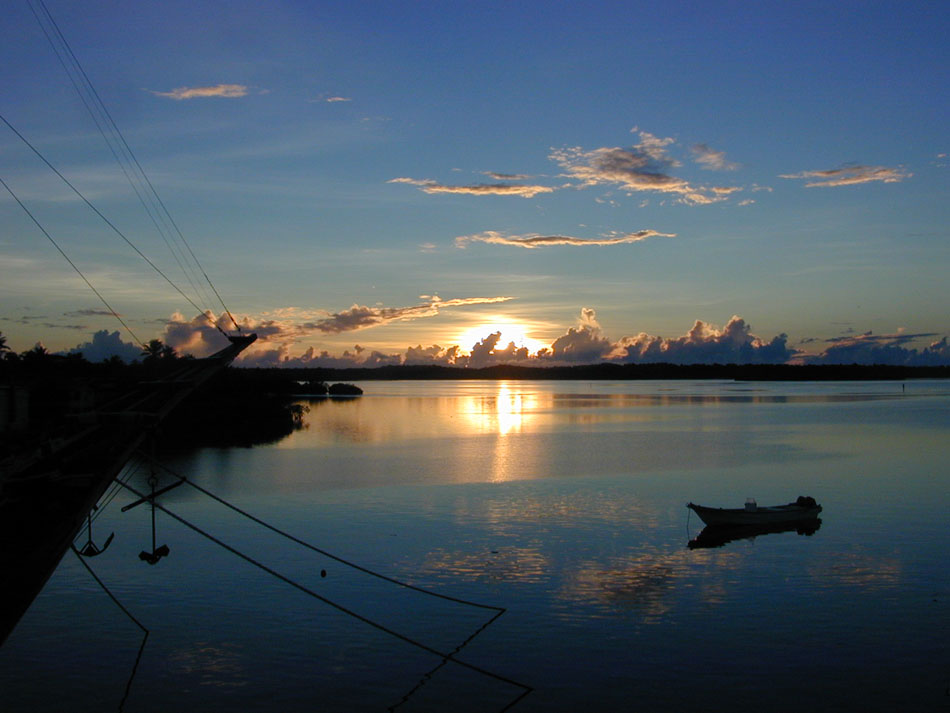
ヤップ島・コロニアの夕暮れ

主島は、パラオ諸島（パラオ共和国）ならびにヤップ島、チューク諸島（トラック諸島）、ポンペイ島（ポナペ島）およびコスラエ島（クサイ島）（以上、ミクロネシア連邦）の各島。その他、ウルシー環礁や戦前に日本人画家の土方久功が7年間を過ごしたサタワル島なども有名である。特にサタワル島系の航法師は、1970年代に始まるミクロネシア・ポリネシア諸地域の航海カヌー文化復興運動において中心的な役割を果たし、1975年にはルイス・レッパンルックがチェチェメニ号によってサタワル島から沖縄海洋博公園までの航海を成功させた他、ピウス・ピアイルックはハワイ先住民にミクロネシアの航法術を伝え、ハワイでは「パパ・マウ」と呼ばれている。

## 歴史
ヨーロッパ人で最初にカロリン諸島を探検したのはポルトガル人ディエゴ・デ・ローシャ (Diego da Rocha) であり、1527年のことである。彼はこの諸島をセケイラ諸島 (Ilhas Sequeira) と命名した。しかし、初期のスペイン人航海者たちはヌエバス・フィリピナス (Nuevas Filipinas) と呼んでいた。1686年、フランシスコ・デ・ラスカーノ提督 (Francisco de Lezcano) がカルロス2世 (Carlos II) にちなみカロリナス (Carolinas) と命名した。 
その後、スペイン領となり、米西戦争後の1899年、スペインは2,500万ペセタでこの諸島をドイツに売却した。1914年、第一次世界大戦の勃発とともに日本が占領し、ドイツの敗戦に伴い、1920年に日本の委任統治領となった。第二次世界大戦後アメリカの信託統治領となり、1986年にミクロネシア連邦、1994年にパラオ共和国が独立した。
オーストリア帝国による植民地候補となったこともあるが、頓挫した。結局、オーストリアは天津租界以外の海外植民地を保有することは叶わなかった。